# Andromedasjöstjärna
Andromedasjöstjärna (Psilaster andromeda) är en sjöstjärna i familjen kamsjöstjärnor. Arten har fem armar och blir cirka 10 centimeter i diameter. Färgen är blekt rosa till vitaktig. Den lever på mjukbottnar på 70-1 500 meters djup. 

## Utbredning
Sjöstjärnan finns i nordöstra Atlanten, norrut till Barents hav och söderut till Kap Verde-öarna. Den finns även omkring Azorerna samt i nordvästra Atlanten utanför Nordamerikas kust. Arten finns upptagen på den svenska rödlistad som nära hotad. Den har påvisats i Skagerrak och finns i norra Bohusläns kustvatten i Singlefjorden och Säcken. Det finns även enstaka fynd av arten från Kosterfjorden och Gullmarsfjorden. Det stora hotet mot sjöstjärnan är trålning, vilket förstör de bottnar där den lever.

## Levnadssätt
Dess föda är bottenlevande mollusker, andra tagghudningar som spatangider (en  sorts sjöborrar) och foraminiferer. Andromedasjöstjärnan antas ha icke-pelagiska larver och en ganska begränsad spridningsförmåga.